# David Miller (filosofo)
David William Miller (Watford, 19 agosto 1942 – Watford, 20 novembre 2024) è stato un filosofo britannico.
È stato allievo di Karl Popper, poi professore di filosofia all'Università di Warwick, Coventry e segretario del British Logic Colloquium.
È stato curatore delle Popper Selections (Princeton, 1985) e autore di Critical Rationalism (Open Court, 1994) oltre che di numerosi articoli di logica e filosofia della scienza.